# 1224 هـ
1224 هـ هي سنة في التقويم الهجري امتدت مقابلةً في التقويم الميلادي بين سنتي 1809 و1810.

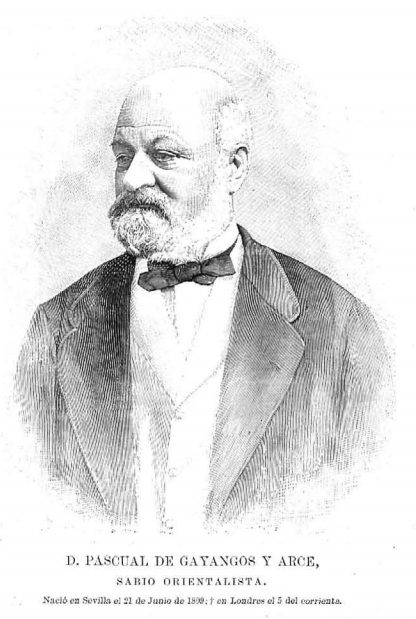
باسكوال كيانجوس

## أحداث
- الإمام سعود بن عبد العزيز يقوم بالحج وكثير جدا من السكان بالدولة السعودية الأولى وكان عددهم أكثر ناس للحج في تاريخ الدولة السعودية الأولى على الإطلاق وأتى فيصل بن تركي في هذا الوقت إلى مكة المكرمة.

## مواليد
- أبو القاسم الزنجاني
- باسكوال كيانجوس
- ماركس مولر
- محمد حسين الكاظمي
- محمد عباس التستري
- محمد العبد الله القاضي

## وفيات
- أحمد بن رزق
- أحمد بن عجيبة
- جان بيير بلانشار
- سنبلزاده وهبي
- عبد الله بن عيسى الكوكباني